# Юность (стадион, Горишние Плавни)
«Юность» (укр. Юність) — многоцелевой футбольный стадион в городе Горишние Плавни. Является домашней ареной футбольного клуба «Горняк-Спорт».

## История
Стадион был построен в Комсомольске в XX веке. После реконструкции, проведенной в 2005 году, стадион адаптирован к требованиям международных стандартов УЕФА и ФИФА, в частности были заменены старые сиденья на сиденья из пластика. Реконструированный стадион может вместить 2 500 зрителей, освещение стадиона 200 люкс.